# Svenn Stray
Svenn Thorkild Stray (11 février 1922 - 20 mai 2012) est un homme politique norvégien et membre du Parti conservateur de Norvège. Il est député de 1958 à 1985, président du Conseil nordique en 1968 et ministre des Affaires étrangères de la Norvège de 1970 à 1971 et de 1981 à 1986.

## Biographie
Il est né à Arendal, fils de Gudmund Stray (1885-1970), dentiste, et Anne Johanne Marie Frøstrup (1893-1975). Svenn Stray est diplômé de l'Université d'Oslo avec un diplôme en droit en 1946. Après avoir travaillé comme commis à Moss, en Norvège, il ouvre son propre cabinet à Moss en 1950.
Il est élu pour la première fois à un poste local à Moss en 1955 et il s'investit dans la politique locale jusqu'en 1979. Il est élu au Stortinget en 1958. Il siège sans interruption au Parlement jusqu'en 1985.
Il est ministre des Affaires étrangères à deux reprises, de 1970 à 1971 et de 1981 à 1986. Il est décédé le 20 mai 2012 à l'âge de 90 ans.